# Norūnų miškas
Norūnų miškas este o arie protejată (arie specială de conservare — SAC, sit de importanță comunitară — SCI) din Lituania întinsă pe o suprafață de 243 ha, integral pe uscat.

## Localizare
Centrul sitului Norūnų miškas este situat la coordonatele 54°17′31″N 23°59′05″E / 54.2919°N 23.9847°E.

## Înființare
Situl Norūnų miškas a fost declarat sit de importanță comunitară în ianuarie 2004 pentru a proteja 2 specii de plante și 2 specii de animale. Situl a fost protejat și ca arie specială de conservare în aprilie 2022.

## Biodiversitate
Situată în ecoregiunea boreală, aria protejată conține 4 habitate naturale: Lacuri eutrofice naturale cu vegetație de tip Magnopotamion sau Hydrocharition, Taiga vestică, Păduri fino-scandinave bogate în ierburi cu Picea abies, Păduri aluvionare cu Alnus glutinosa și Fraxinus excelsior (Alno-Padion, Alnion incanae, Salicion albae).
La baza desemnării sitului se află mai multe specii protejate:
- plante (2): dedițelul (Pulsatilla patens), Thesium ebracteatum
- mamifere (1): vidră de râu (Lutra lutra)
- nevertebrate (1): Xylomoia strix

Pe lângă speciile protejate, pe teritoriul sitului au mai fost identificate 1 specie de plante, 1 specie de păsări.